# Pyramica lasia
Pyramica lasia är en myrart som först beskrevs av Brown 1976.  Pyramica lasia ingår i släktet Pyramica och familjen myror. Inga underarter finns listade i Catalogue of Life.